# Isak Gustaf Clason
Isak Gustaf Clason, född 30 juli 1856 på Rottneby herrgård i Kopparbergs socken, död 19 juli 1930 i Rättvik, var en svensk arkitekt. Han var professor i arkitektur vid Kungliga Tekniska högskolan i Stockholm 1890–1904, förste intendent i Överintendentsämbetet 1903–1917 samt byggnadsråd 1917–1923. 
Isak Gustaf Clason var son till Isaac Gustaf Clason och svärson till Casimir Petre. Släkten Clason hade tidigare i några generationer varit brukspatroner vid Furudals bruk. Då fadern blev direktör vid Jernkontoret flyttade familjen då Isak Gustaf var 13 år till Stockholm. 1874 avlade han studentexamen vid Stockholms gymnasium.

## Utbildning och studieresor

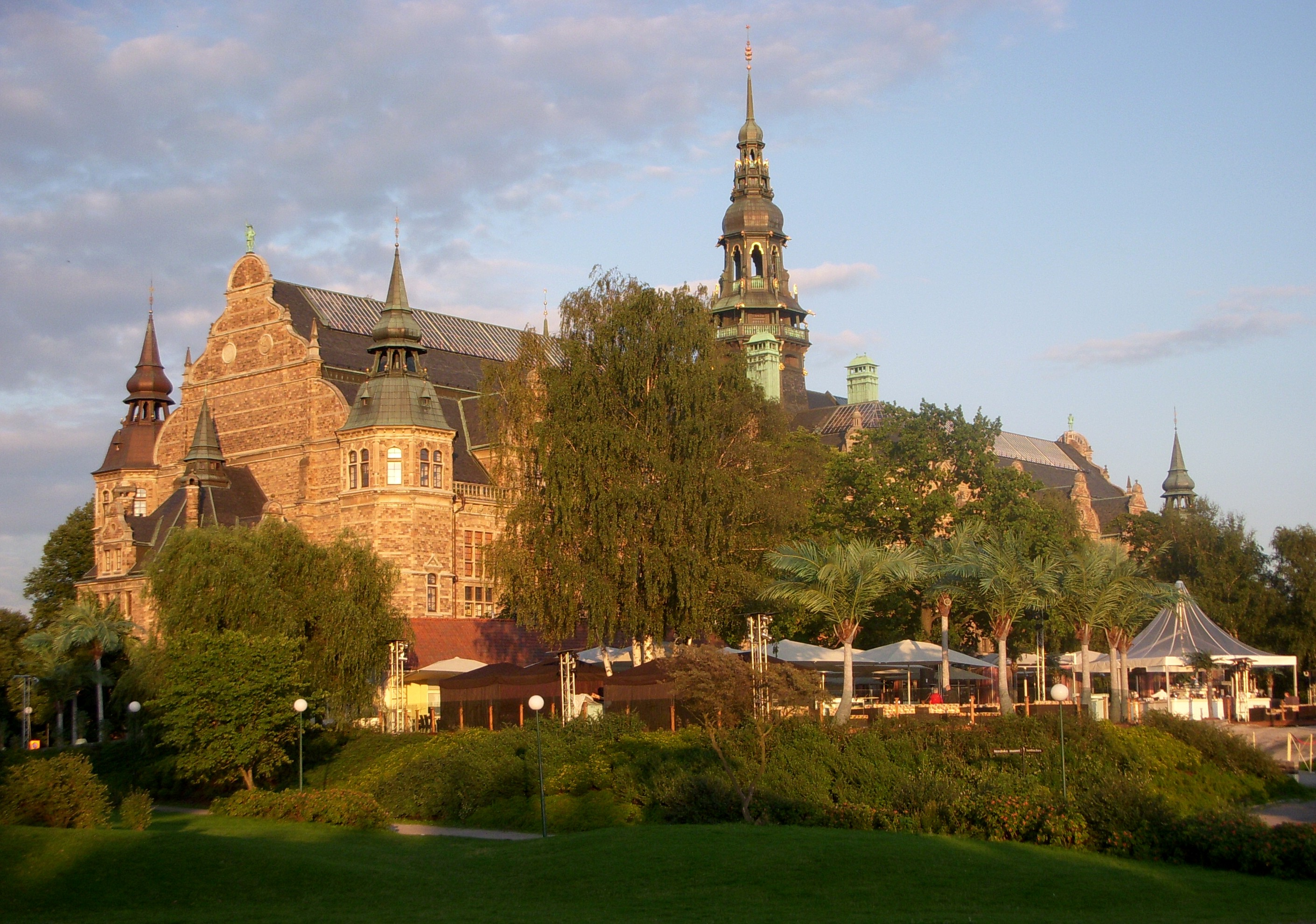
Nordiska museet, Stockholm

Clason antogs 1874 som elev vid Kungliga Tekniska högskolan; två sista åren utbildade han sig vid fackskolan för arkitektur. Åren 1879–1881 gick han den kompletterande konstnärliga utbildningen vid Konstakademiens arkitekturskola. 1881 fick han efter en pristävling den kungliga medaljen och ett statligt resestipendium. Under en studieresa till Spanien och Madrid 1883 mottog han avgörande intryck av spansk arkitektur. 1886 reste han genom de sydfranska städerna Marseille, Arles, Avignon, Nîmes och Narbonne, och i Toulouse beundrade han stadens medeltida tegelarkitektur. Han fortsatte norrut mot Tours och det var där han befann sig, omgiven av tidig fransk renässans, när han ritade sitt vinnande bidrag till en tävling om en fasad till Friedrich Bünsows Bünsowska huset vid Strandvägen i Stockholm.

## Liv och verk
Clason kom under 1890-talet att anses som en förnyare som förespråkade användning av äkta material såsom tegel och natursten i stället för puts och gips, som dominerade den samtida fasadarkitekturen. Clason reagerade också mot de av fönster nästan helt upplösta fasaderna och murytorna. Det var i och med byggandet av Bünsowska huset 1886-1888 som Clason första gången helt kunde realisera de önskemål om materialäkthet och det samband mellan innehåll och form han sökte efter. Däremot hade han inget emot användandet av äldre stilar; tvärtom han var ju själv en eklektiker utbildad i Scholanders och Zetterwalls anda.
År 1888 ritade Clason Östermalms Saluhall tillsammans med Kasper Salin, som även stod för den komplicerade inre gjutjärnskonstruktionen. Inför arbetet med saluhallen hade Clason och Salin fått inspiration under en stipendieresa 1883-1886, då de studerade många nya exempel på tegelarkitektur i Nordtyskland, Italien och Frankrike. Särskilt i Frankrike fanns flera monumentala gjutjärnskonstruktioner av denna avancerade typ som skulle bli stommen i Östermalmshallens tegelkatedral, en konstruktion som var ny i Sverige.
År 1918 stod Skånska Hypoteksföreningens bankpalats klart på Kyrkogatan 13 i Lund. En stram fasad och gedigen ekport möter besökaren. En banklokal på första våningen för pengahantering, kassa och nedgång till valvet. På andra våningen ett pampigt styrelserum och en fantastisk venetiansk representationsmatsal. Även ett cigarr-rum och ett bibliotek inryms här. På tredje våningen finns en bostad på 450 kvadratmeter för bankens ordförande. På toppen av huset finns en takterrass med gräsmatta och buxbomshäck. I vinkel med Kyrkogatan 13 byggdes ett gårdshus där man inredde åtta lägenheter för övriga i bankens styrelse.
Clason reagerade starkt emot samtidens tillämpning av äldre stilar och ansåg att de alltför rutinmäsigt klistrades på byggnader oavsett funktion eller behov. Han ansåg exempelvis att den gotiska stilen som skapats huvudsakligen ur en religiös känsla, borde användas för religiösa byggnader och behov, medan till exempel renässansen var en stil lämpad för palatsbyggnader.
Clason ritade inte bara byggnader utan formgav även en av Sveriges första standardtelefoner för Telegrafverket 1894. Han deltog 1925 med några Stockholmsbilder samt ett antal spanska och italienska motiv i utställningen Svenska akvareller. Han är representerad med teckningar i Nationalmuseum.
År 1889 blev han ledamot av Konstakademien, blev 1902 dess vice preses och 1918 preses. 1907 valdes han till ledamot av Kungliga Vetenskapsakademien.
1917 utnämndes han till filosofie hedersdoktor vid Uppsala universitet och invaldes 1919 som ledamot av Kungliga Ingenjörsvetenskapsakademien. Mellan 1898 och 1923 var Albert Collett anställd hos Clason. Han blev dess främste medarbetare och kontorschef 1906. År 1918 ingick han delägarskap med Clason.

### Familj
Isak Gustaf Clason var kusin till historieprofessorn och politikern Sam. Clason, brorson till anatomen Edward Clason och far till arkitekterna Gustaf Clason och Peder Clason samt konstnären Gunilla Clason-Carlquist.
Clason är begravd på Norra begravningsplatsen.

## Utmärkelser
- 1916 – Festskrift till Clasons 60-årsdag:  Isak Gustaf Clason: den 30 juli 1916. Stockholm. 1916. Libris 3278113[6]
- 1917 – Filosofie hedersdoktor vid Uppsala Universitet[7]
- 1918 – Preses för Konstakademien[7]

## Bilder, verk (i urval)

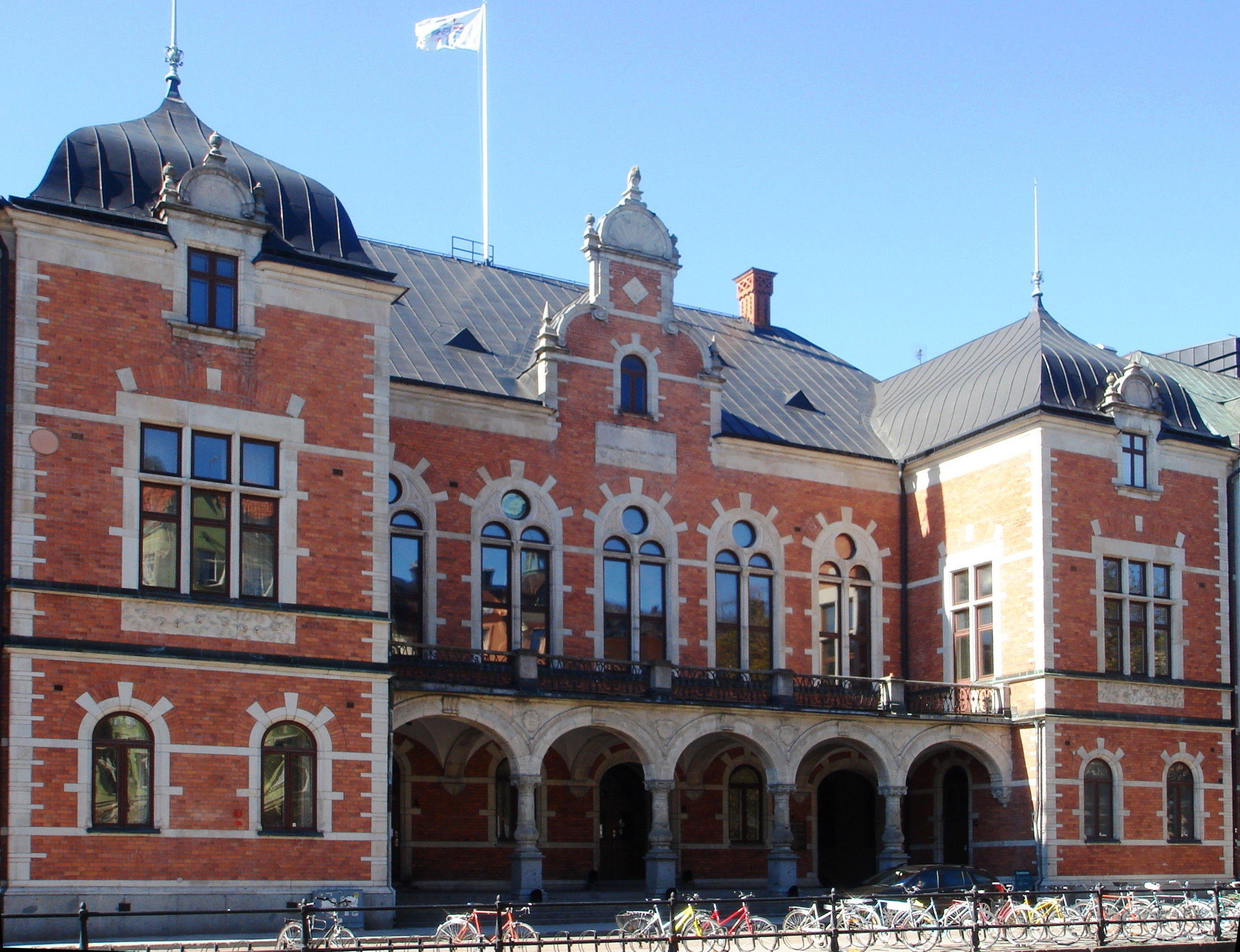
Norrlands Nation, Uppsala
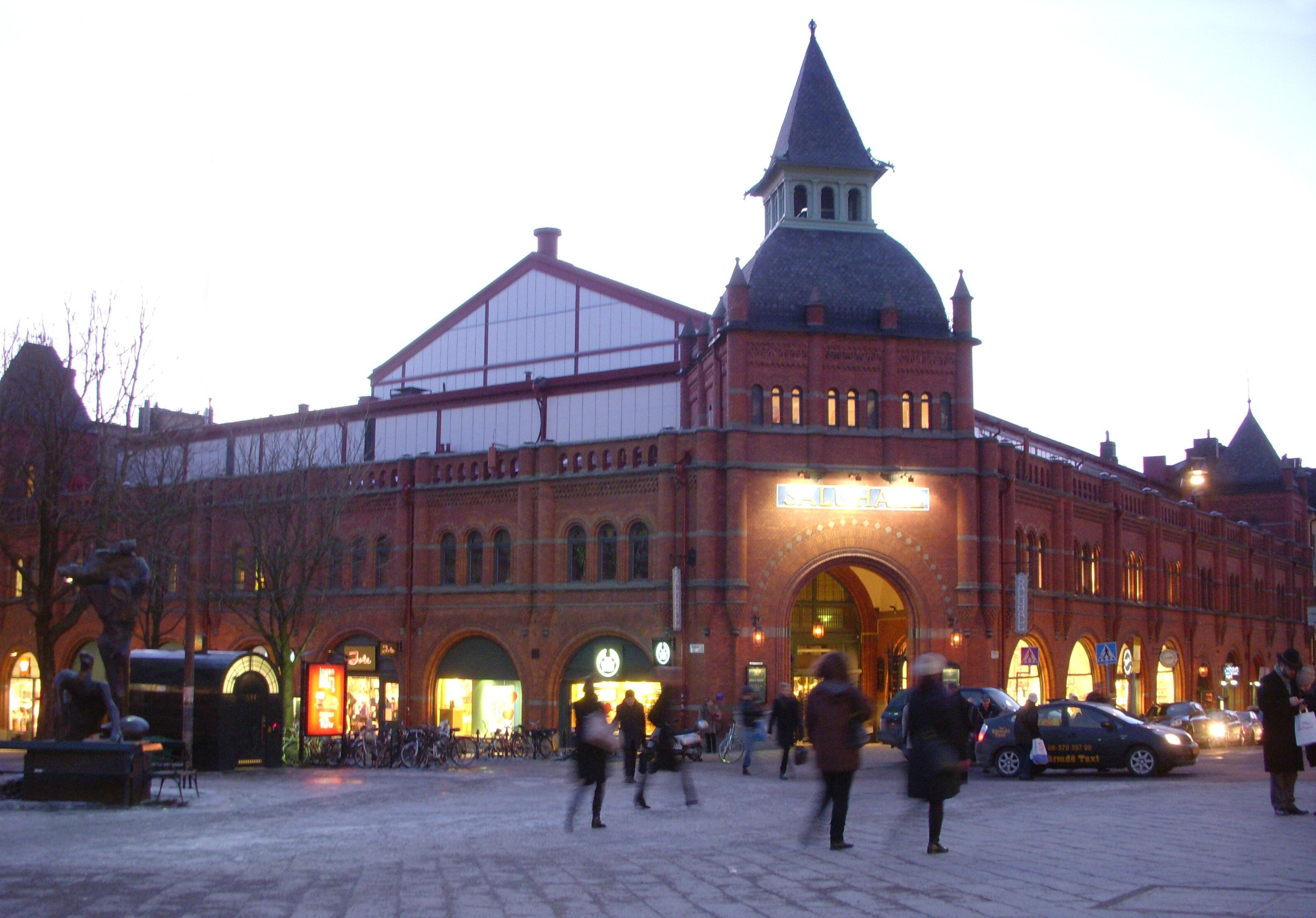
Östermalms saluhall, Stockholm
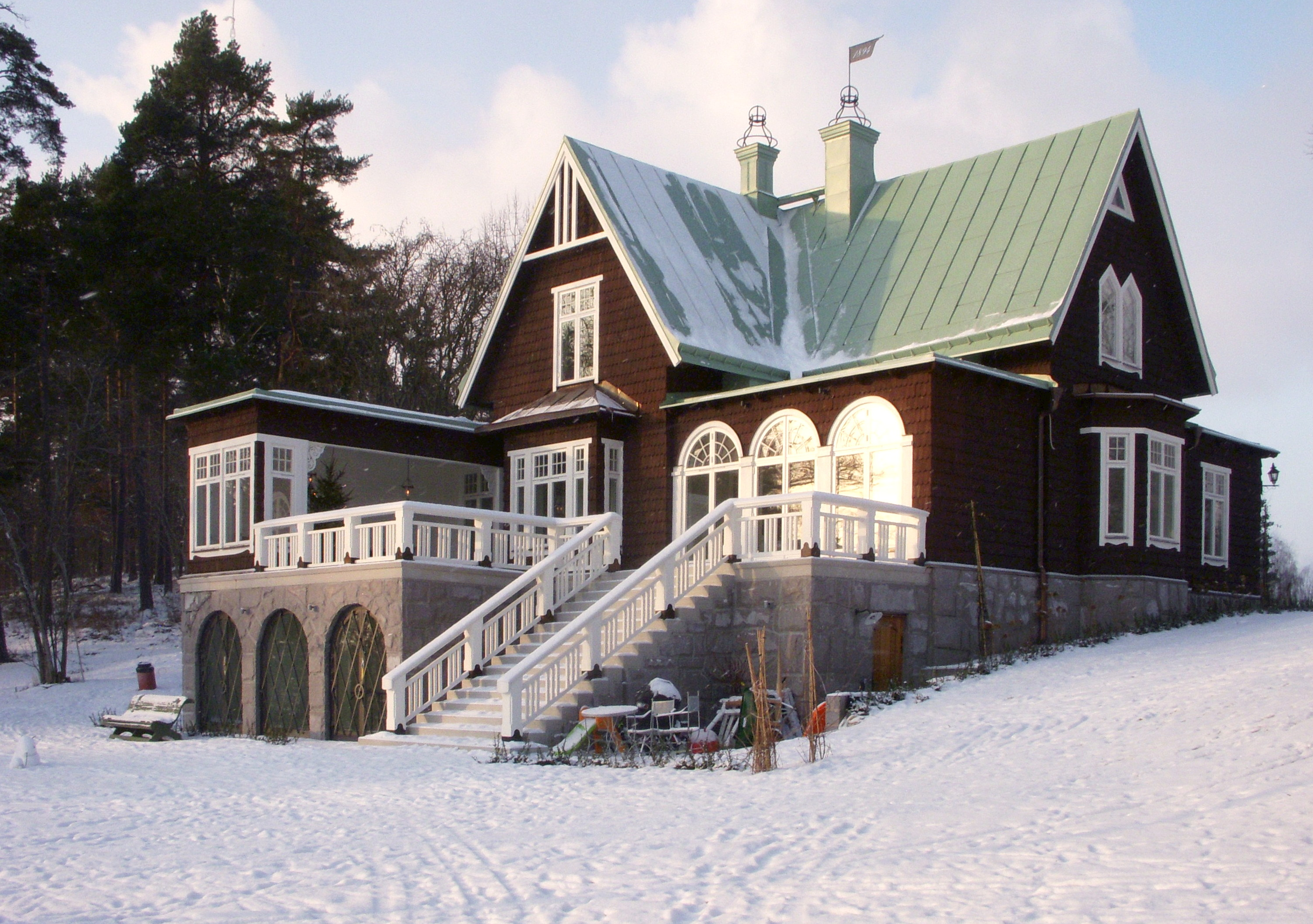
Villa Kullen, Lidingö kommun
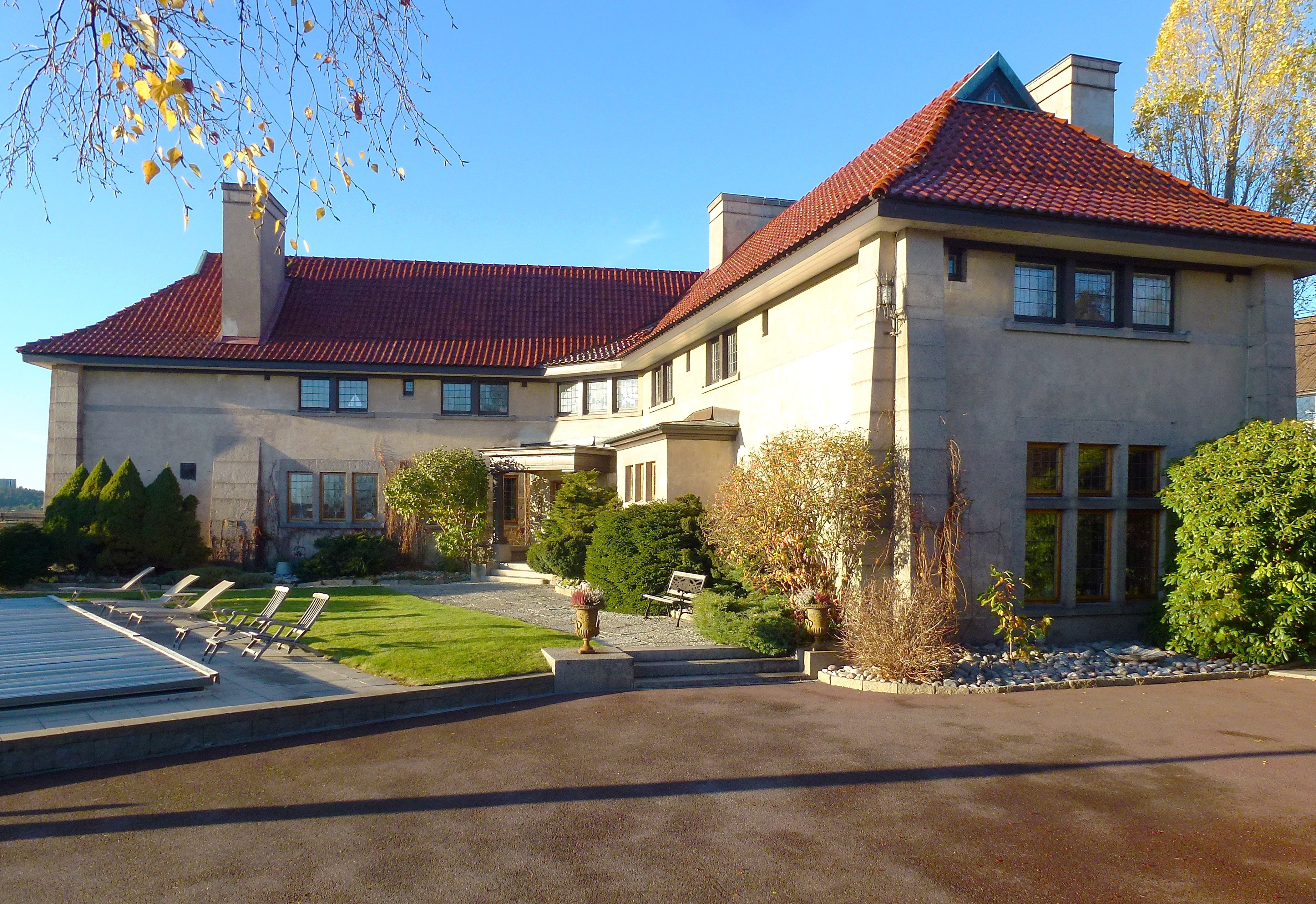
Villa Stockenberg, Nacka kommun

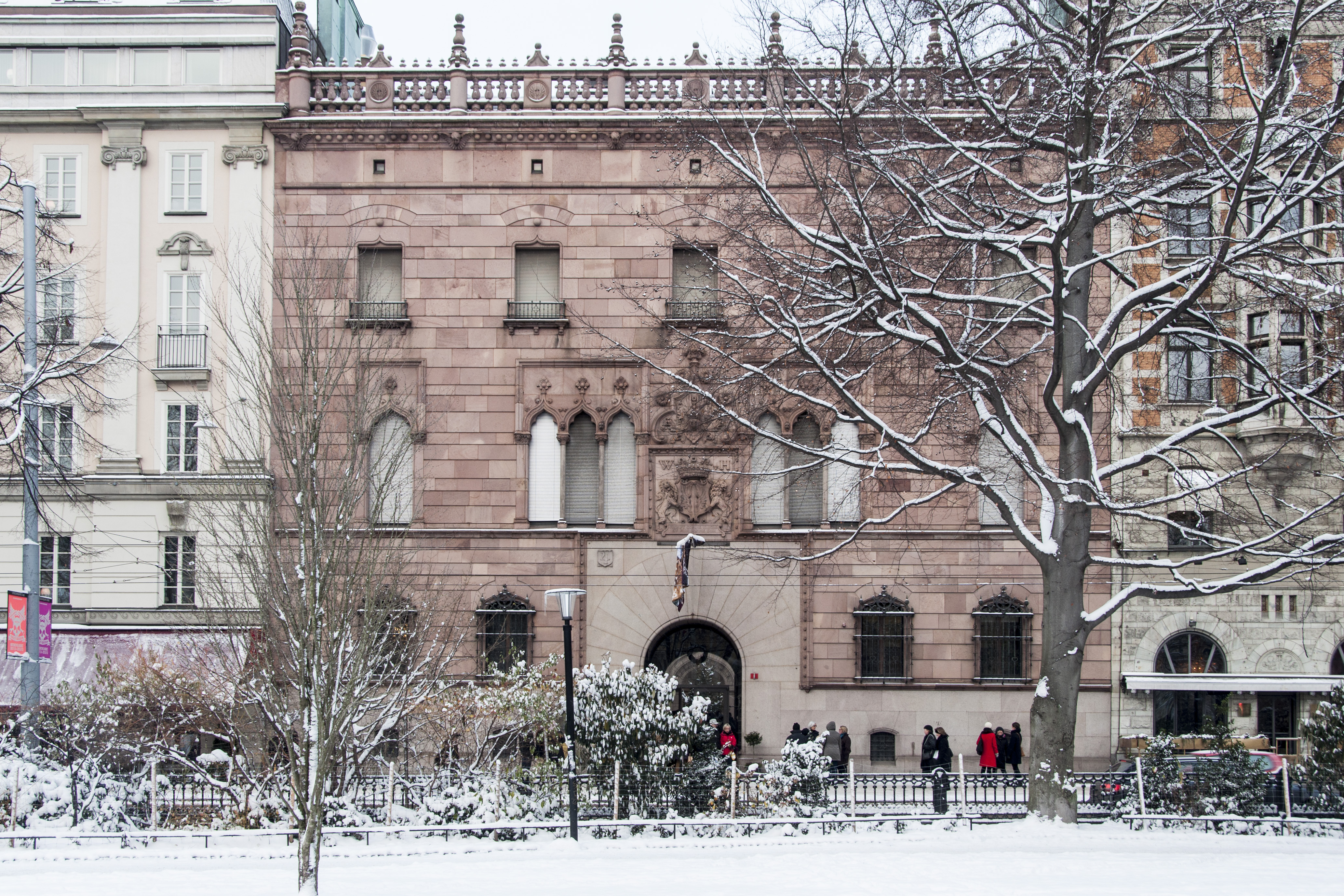
Hallwylska palatset, Stockholm
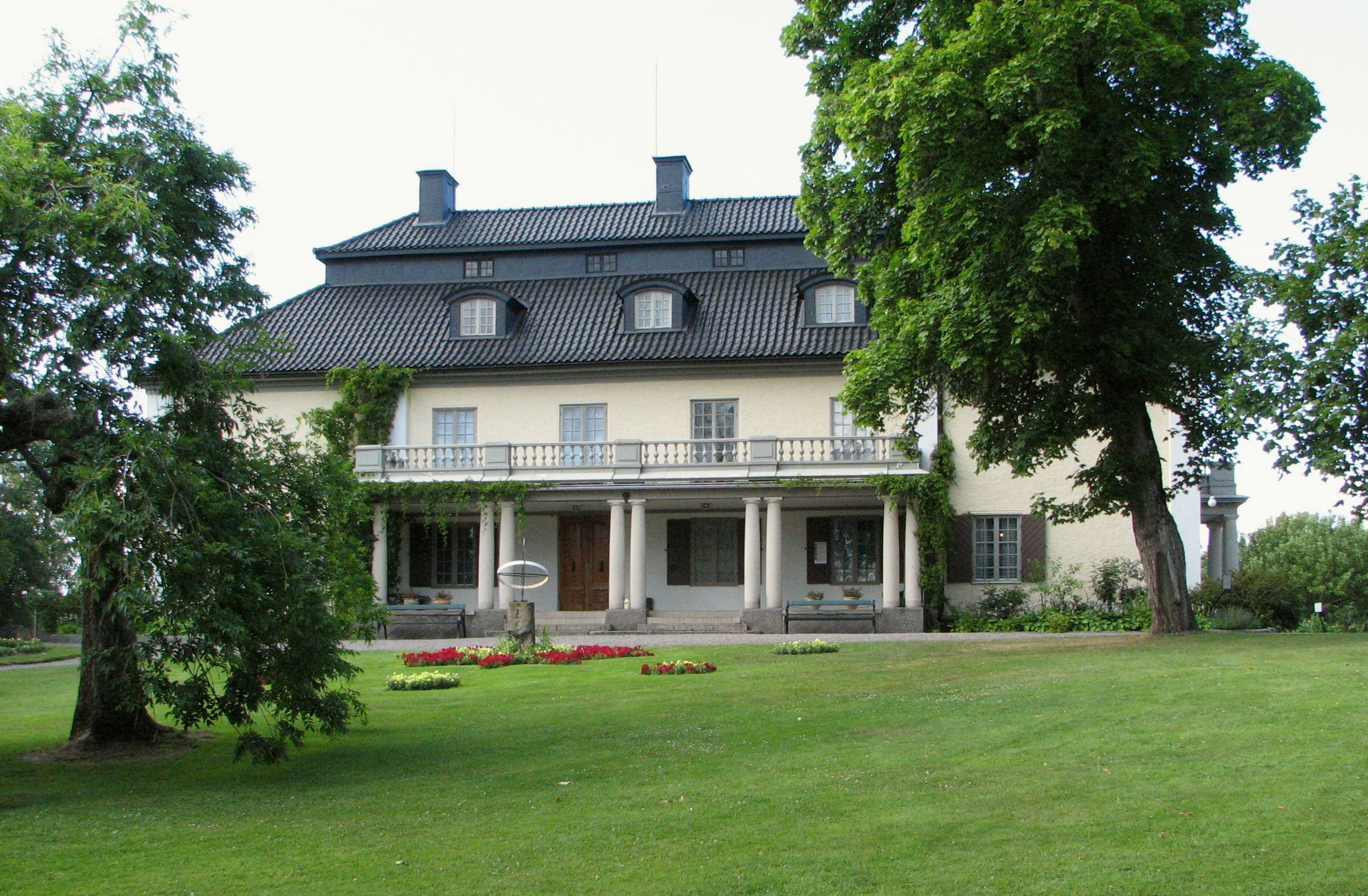
Mårbacka (ombyggnad), Sunne kommun
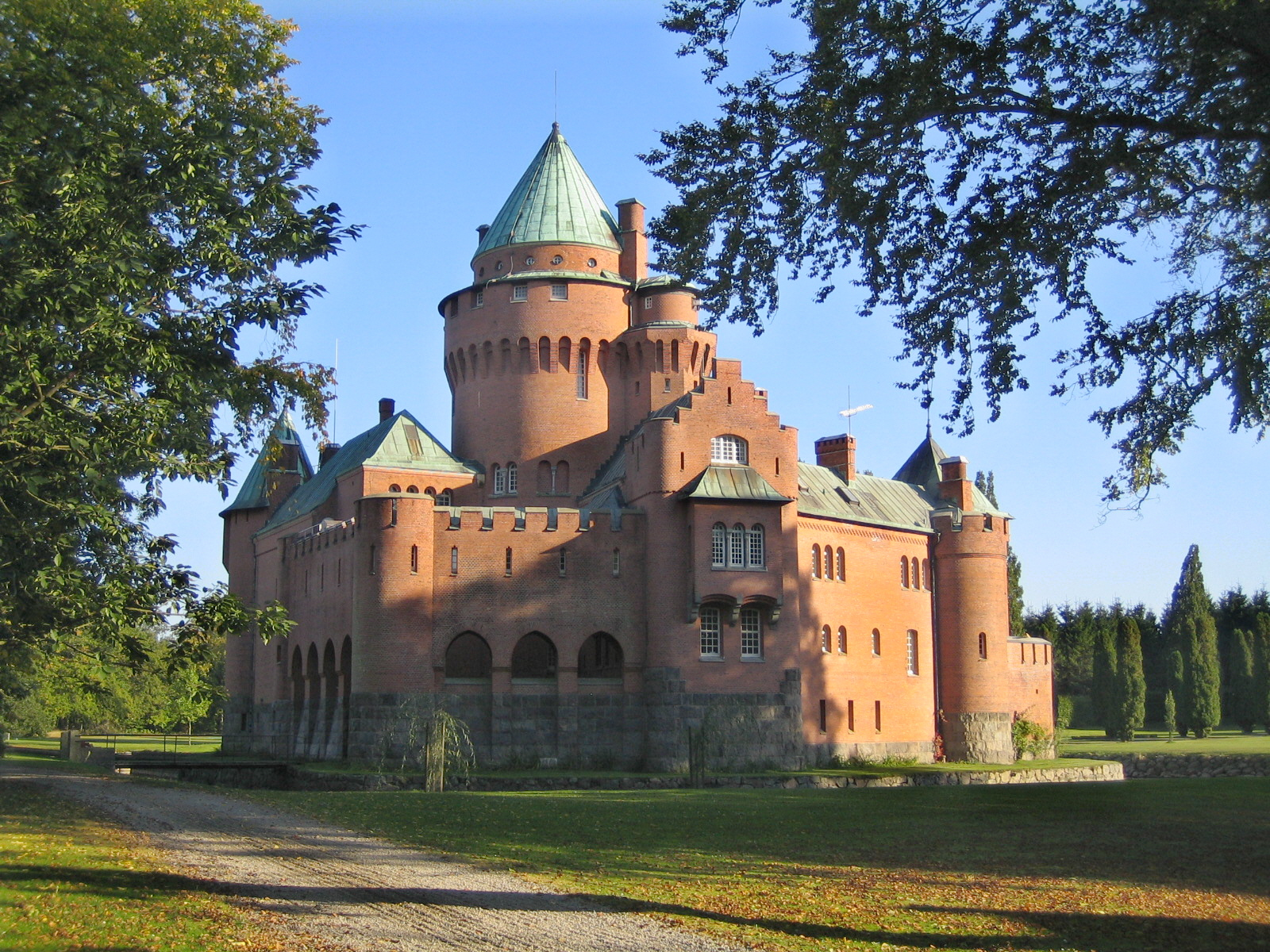
Hjularöds slott, Eslövs kommun.
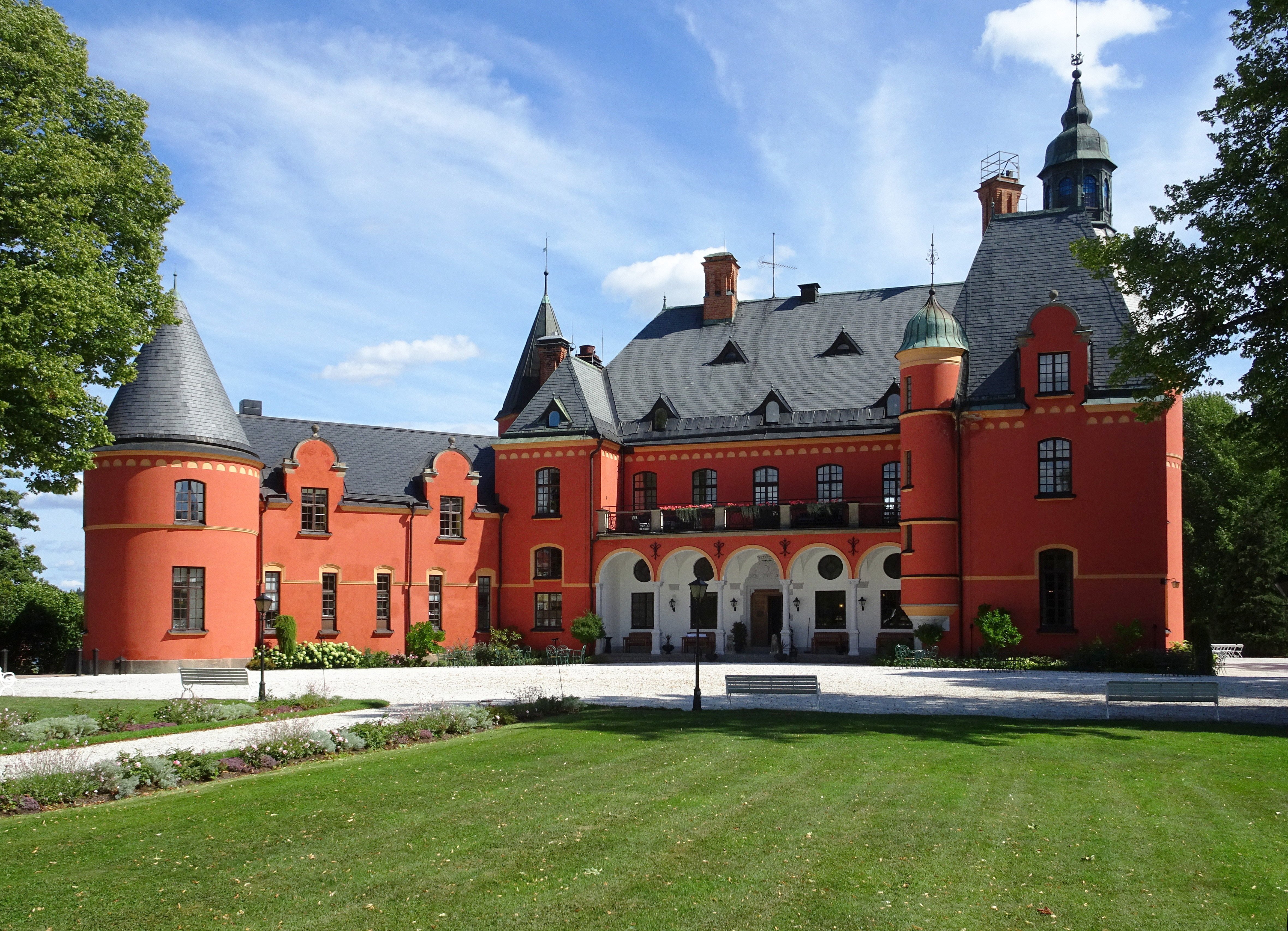
Lejondals slott, Upplands-Bro kommun

## Verk i (urval)
Ordnat efter årtal.
| - Merlo slott, Timrå socken, Medelpad, 1883–1885 (tillsammans med Fritz Eckert). Friedrich Bünsows sommarhus. - Thaveniuska huset på Strandvägen i Stockholm, 1884–1885. - Östermalms saluhall, Östermalmstorg, Stockholm, 1885–89 (tillsammans med Kasper Salin) - Bünsowska huset, Strandvägen 29–33, Stockholm, 1886–1888 - Lejondals slott, Upplands-Bro, 1890-tal - Nordiska museet, Djurgården, Stockholm 1888–1907 - Norrlands nation, Uppsala 1889 - Skönsmons kyrka, Sundsvall 1889 - Ulvaklev (Ängelsberg) 1889 - Adelswärdska huset, Strömgatan 20, Stockholm 1889–1890 - Odensnäs, Ängelsberg 1891–1892 - Hallwylska palatset, Hamngatan 4 Stockholm, 1893–1898 - Hjularöds slott, Skåne, 1893 (med Lars Israel Wahlman) - Villa Kullen, Lidingö kommun, 1894. - von Rosenska palatset, Strandvägen 55, Stockholm, 1895–1899 | - Bråbygdens häradsrätts tingshus, Norrköping, 1901–1903 - Platschefsbostad Horndals Bruk (Dalarna) 1903 - Rådhuset i Norrköping 1907–1910 - Renovering av Stegeborgs Slott 1915 - Skånes Enskilda Bank, Västra Hamngatan 7, Göteborg 1908 - Villa Mariehill, Djurgården, Stockholm 1908 - Villa Stockenberg, Saltsjöbaden 1909 (tillsammans med Rudolf Emanuel Jacobsen) - Lönö herrgård, Norrköpings kommun 1911–1913 - Timmermansordens palats i Stockholm 1913–tra1923 - Edsby slott (ombyggnad), Upplands Väsby kommun 1915. - Adelsnäs säteri i Åtvidabergs kommun, Östergötland 1916–1920. - Skånska Hypoteksföreningen bankpalats i Lund 1915–1918. - Villa Hevea, Helsingborg, 1917 - Mårbacka (Selma Lagerlöfs) 1921–1923, Sunne kommun, Värmland - Renovering av Kåvi säteri, Närke, 1929 |

## Ritningar

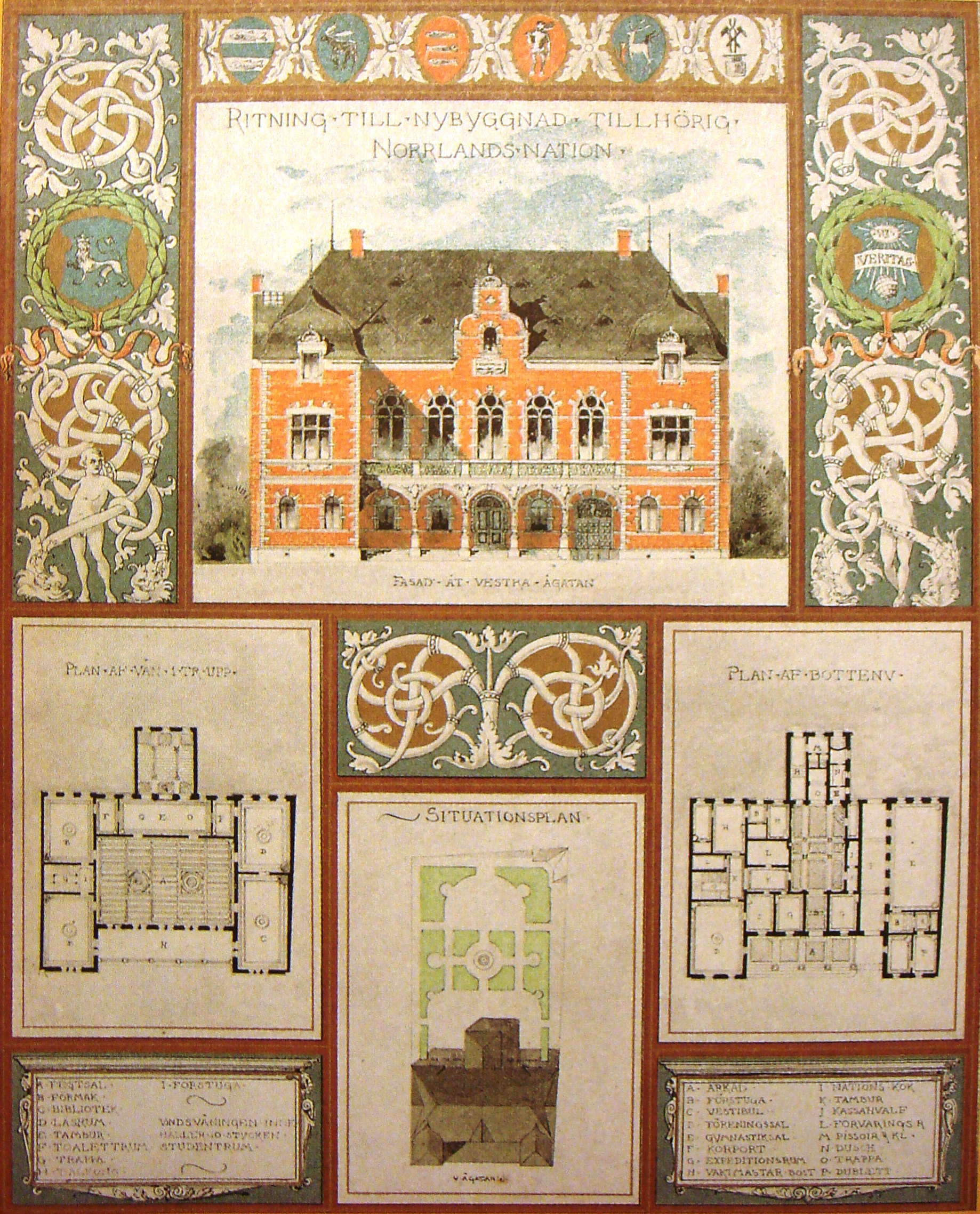
Norrlands nation
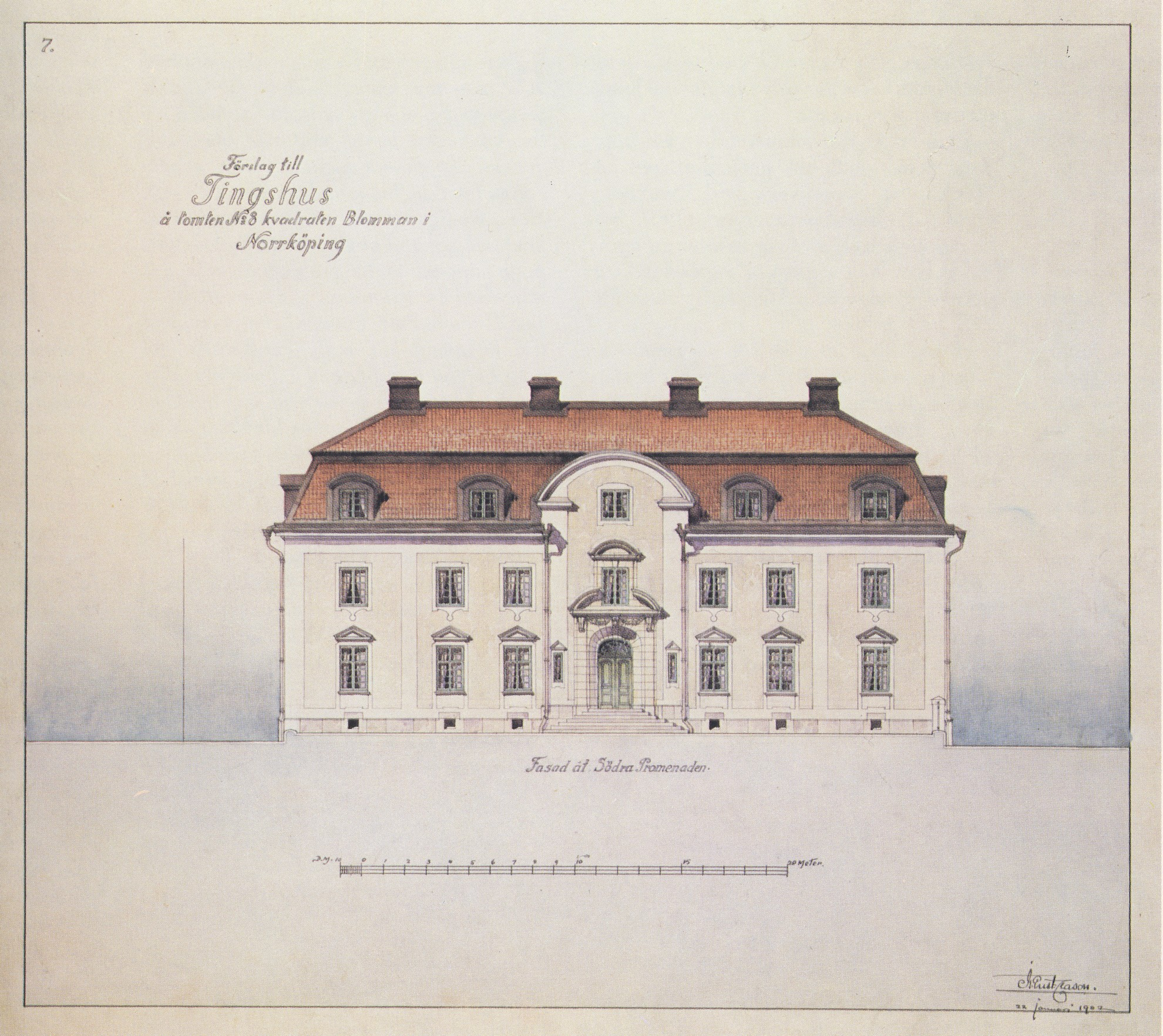
Bråbygdens häradsrätts tingshus, Norrköping
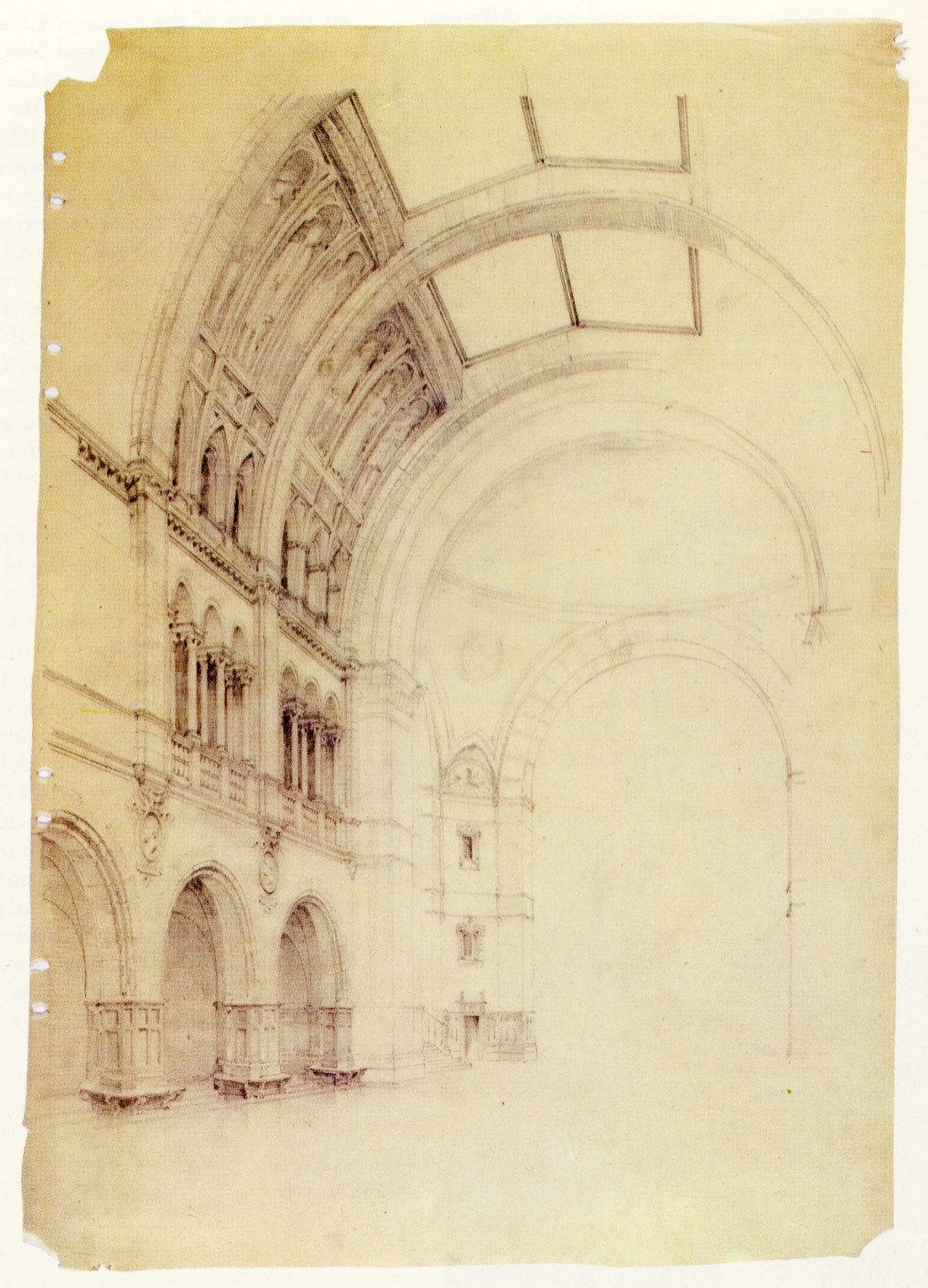
Nordiska museet
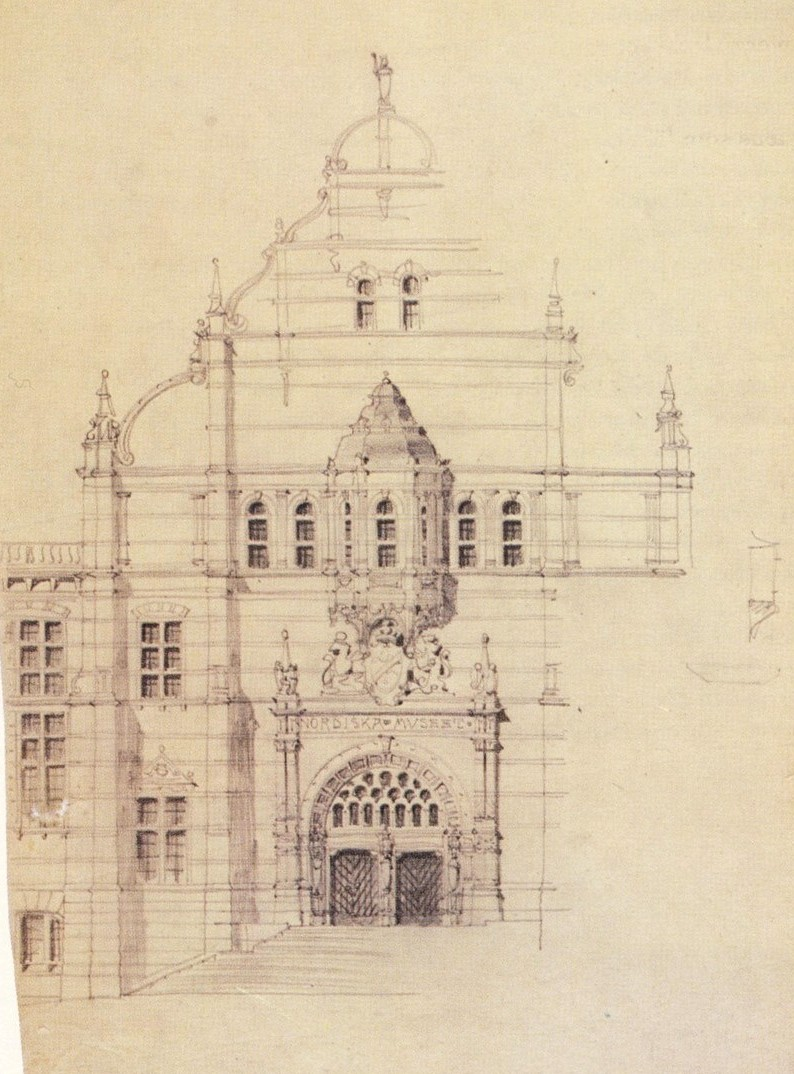
Nordiska museet
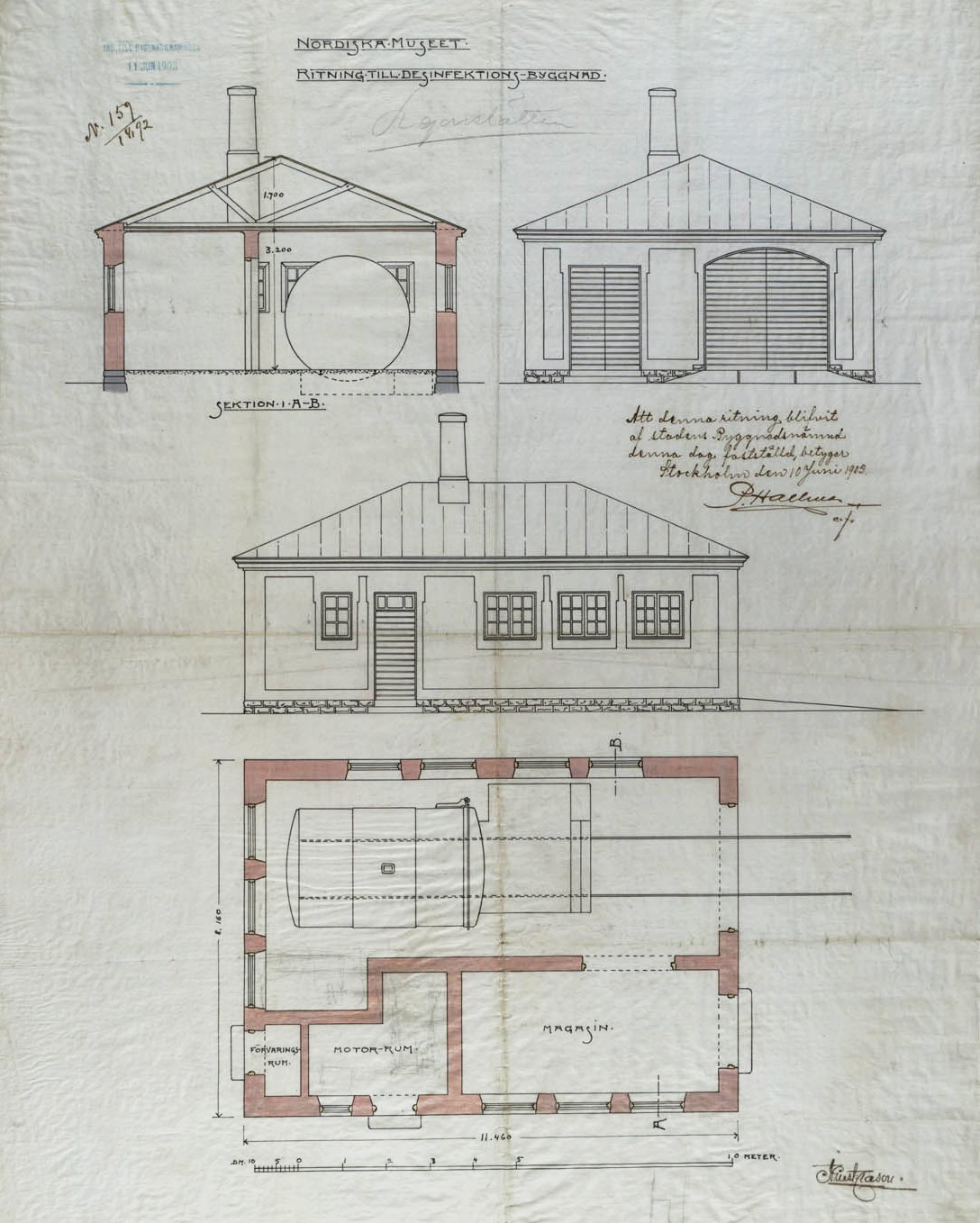
Desinfektionsbyggnaden Lusknäppen
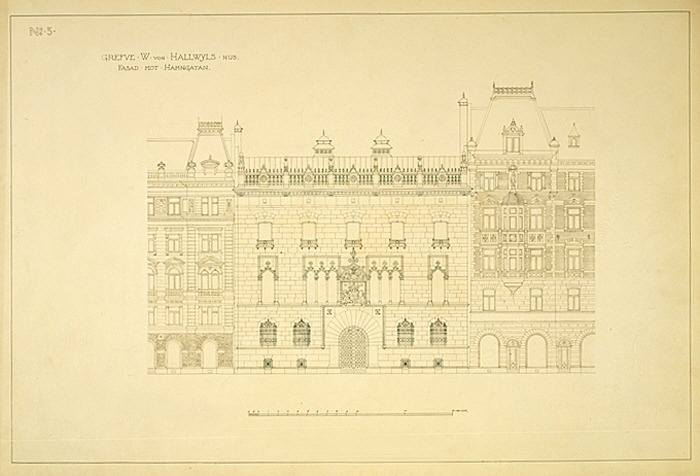
Hallwylska palatset
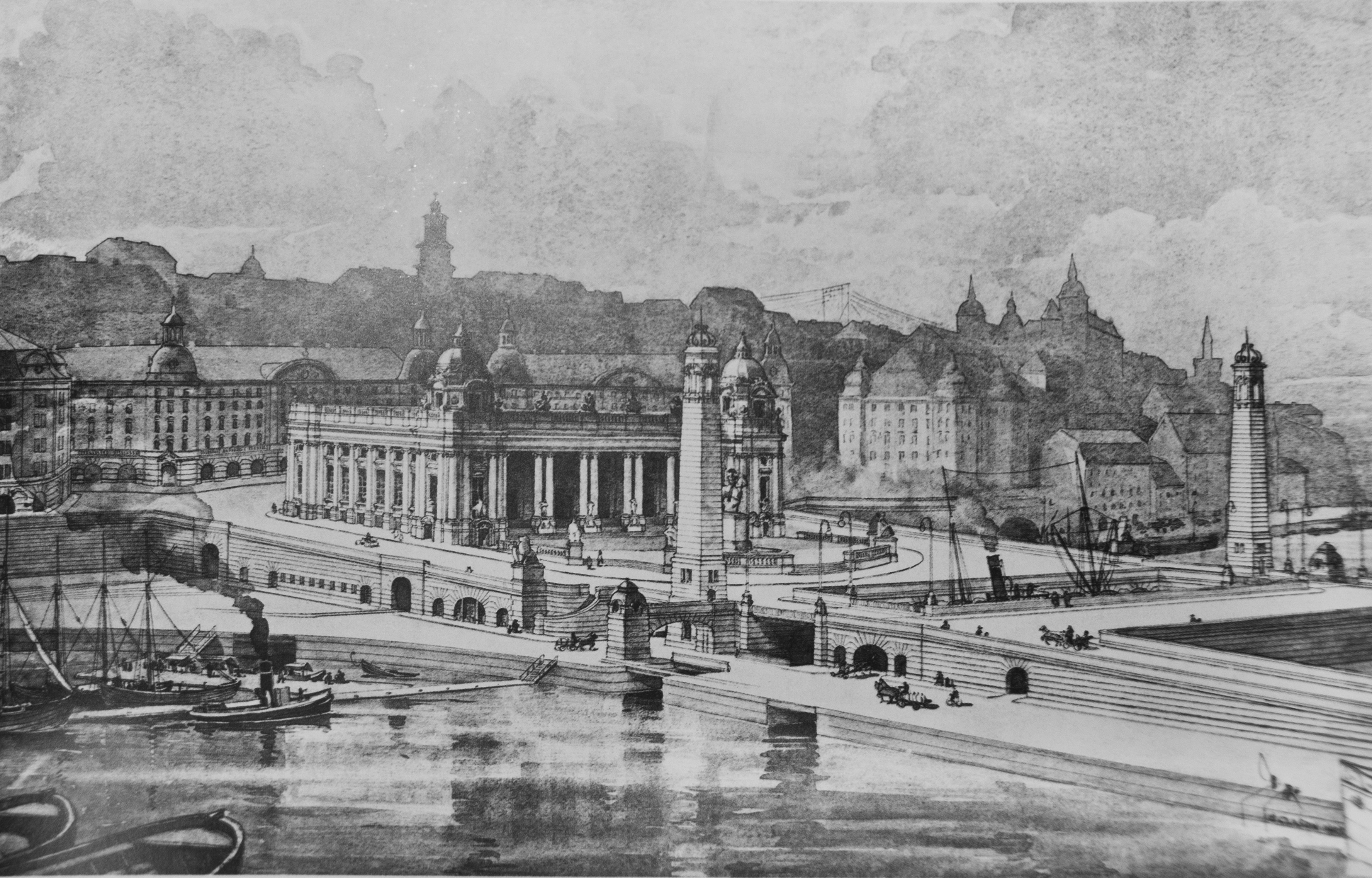
Förslag för Slussenområdet 1905

### Noter

Telegrafverkets standardtelefon från 1894, formgiven av Clason.